# Madeliefje

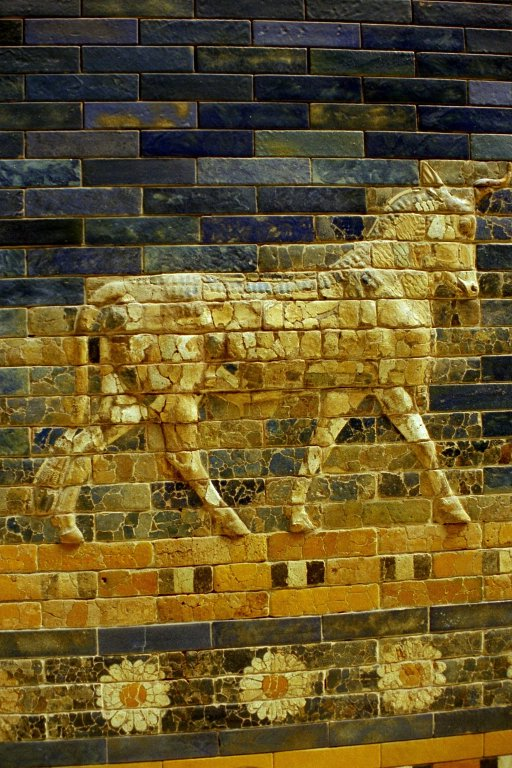
Madeliefjes op de Isjtarpoort, een stadspoort van Babylon uit 575 v.Chr. als symbool van de godin Isjtar

Het madeliefje of meizoentje (Bellis perennis) is een overblijvend kruid uit de composietenfamilie (Asteraceae), dat tot 15 cm hoog wordt. 
De geslachtsnaam Bellis is afgeleid van bellus, wat "mooi" betekent. De soortaanduiding perennis betekent "overjarig, overblijvend". Er zijn twee hypothesen over de herkomst van de Nederlandse naam 'madeliefje'. De eerste is een samentrekking van het woord 'made', wat weide of hooiveld betekent (vgl. ook 'maaien'), en het woord 'lief', omdat men de bloem waarschijnlijk graag zag in het gras. De tweede hypothese geeft aan dat het woord mogelijk afkomstig is van maagde-lief, omdat het bloempje in verband gebracht werd met de maagd Maria.

## Uiterlijke kenmerken
De bladeren staan in een wortelrozet en zijn spatelvormig. De rand van het blad is gekarteld.
Het madeliefje is het hele jaar in bloei aan te treffen, zolang het niet vriest. Aan het einde van de bloemstengel staat één bloemhoofdje. Dit wordt tot 2,5 cm groot en bestaat uit centrale gele buisbloemen, met een krans van witte straalbloemen. De buisbloemen zijn actinomorf met een onderstandig vruchtbeginsel.
De kelk is afwezig of bestaat uit haren (pappus). De kroon is vijfbladig, vergroeid en buisvormig, bij de lintbloemen aan een zijde uitgegroeid. Er zijn vijf onderaan vergroeide meeldraden. De stamper bestaat uit twee vergroeide vruchtbladen, met een zaadknop; de stempel is vertakt en gebogen.
De vrucht is een nootje (achene).
Bloemformule: * K 0 of pappus C (5) [A (5) G (2)] Nootje

## Voortplanting en verspreiding
Madeliefjes planten zich ongeslachtelijk voort doordat zich in de oksels van de bladeren zijstengels vormen, die kunnen uitgroeien tot een nieuw rozet. Die stengeltjes worden niet zo lang, waardoor madeliefjes dichte matten kunnen vormen. Het madeliefje plant zich ook via zaden voort.
De soort komt van oorsprong alleen voor in Europa en Zuidwest-Azië, maar heeft zich ook over andere delen van de wereld verspreid, zoals Noord- en Zuid-Amerika. In heel West-Europa is de soort algemeen.

## Gebruik

### Symbolisch
Het madeliefje geldt als symbool van de godin Isjtar en komt als zodanig veelvuldig voor op de Isjtarpoort, een oude stadspoort van Babylon uit 575 v.Chr..
In Keltische sagen wordt de bloem de magische eigenschap toegedicht dat deze het groeiproces kan stilleggen. De fee Milka zou de zoon van de koning stiekem madeliefjes te eten hebben gegeven, waardoor hij nooit volwassen zou worden.
Het madeliefje geldt in de christelijke traditie als symbool voor maagdelijkheid en, daarmee samenhangend, voor Maria.
De bloem werd ook bekend doordat zij werd opgenomen in het wapen van Lodewijk IX van Frankrijk, tezamen met de lelie.
Het madeliefje is in België een symbool van herdenking van de Eerste Wereldoorlog, zoals de korenbloem dat is voor Frankrijk en de klaproos voor de Angelsaksische landen.

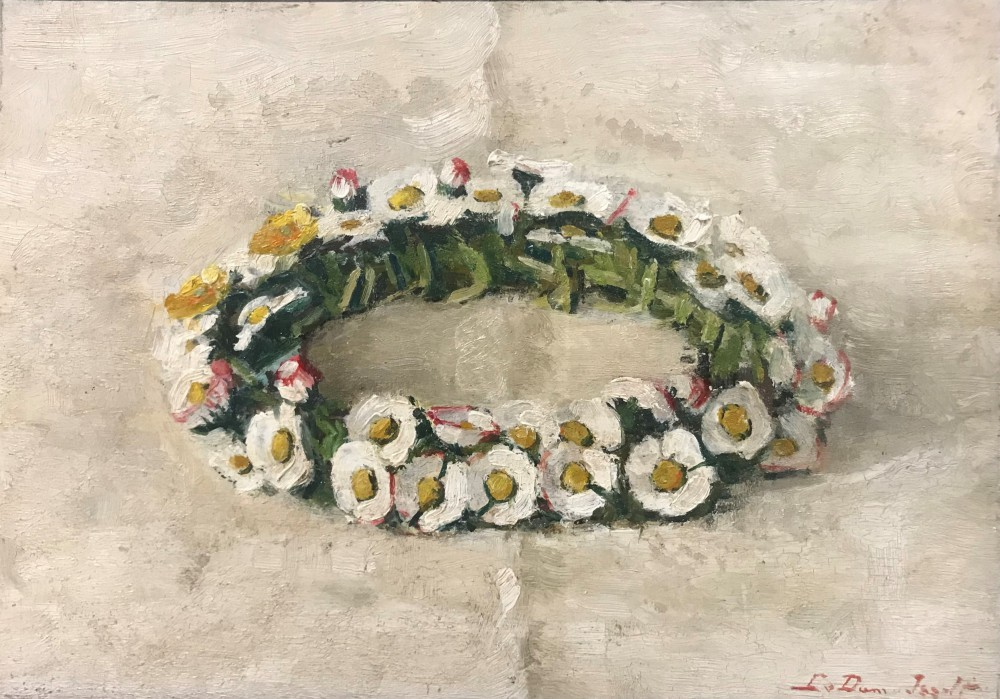
Krans van madeliefjes, schilderij door Lucie van Dam van Isselt, 1920/21

### Decoratief
Madeliefjes laten zich eenvoudig tot bloemenkransjes rijgen; een geliefde bezigheid van kinderen. De madeliefjes worden dan afgeknipt met een zo lang mogelijke steel. Er wordt met een nagel of ander scherp voorwerp een sneetje in de steel gemaakt, waarna een ander madeliefje door de steel wordt gestoken. Dit wordt herhaald totdat de ketting lang genoeg is voor een krans.
In de folklore van Overijssel worden er met Pasen paaseieren versierd met madeliefjes. De madeliefjes worden tegen de eierschaal gedrukt en daarna omwikkeld met uienschillen, kranten en touw. De eieren worden gekookt, waarna de kleurstof uit de uienschillen in de eierschaal trekt. Op de plaatsen van de madeliefjes ontstaan afdrukken op de eierschaal. Na het koken wordt het ei uitgepakt en met vet ingesmeerd om het mooi te laten glanzen.

### Culinair
In het voorjaar kunnen de jonge blaadjes worden geplukt om verwerkt te worden in een salade. De bloemen kunnen ook worden gegeten. Een geheel geopende bloem smaakt ietwat bitter. Als de bloemknoppen zuur worden ingelegd, dan kunnen ze ook als vervanging voor kappertjes worden gebruikt. Gecultiveerde madeliefjes zijn meestal niet eetbaar.

### Nationale Bloem
In 2023 werd bij de Nationale Bloem Verkiezing georganiseerd door het radioprogramma Vroege Vogels het madeliefje verkozen tot nationale bloem van Nederland. Het madeliefje werd verkozen met een ruime meerderheid. Andere kanshebbers waren; de Pinksterbloem, het Fluitenkruid, de Paardenbloem en de Wilde kievitsbloem. 53.000 mensen brachten hun stem uit.

## Ecologische betekenis
De plant komt veel voor in graslanden. Vooral in gazons kan de soort veel aanwezig zijn. Ook groeit het madeliefje veel in bermen en in weilanden - die dan wel voor hedendaagse begrippen vrij extensief beheerd moeten worden.

## Namen
Het madeliefje heeft 29 botanische namen, met één geldige naam en de overige als synoniemen. De mogelijke oorzaak van het ontstaan van deze synoniemen is dat het waarschijnlijk gaat om kleine variaties binnen de soort.
Recentelijk (sinds de jaren 1980) wordt Madelief in Nederland wel gekozen als voornaam voor meisjes.